# Lee Abrams
Lee Abrams (* 6. Januar 1925 in New York City als Leon Abramson; † 20. April 1992 ebenda) war ein US-amerikanischer Jazz-Schlagzeuger.
Lee Abrams leistete von 1943 bis 1946 seinen Militärdienst ab und spielte danach u. a. bei Roy Eldridge 1947 und verschiedenen Bands in den Jazzclubs der 52nd Street, wie mit Coleman Hawkins, J. J. Johnson, Eddie Lockjaw Davis. Ende der 1940er Jahre arbeitete er in Eddie Heywoods Trio und im Orchester von Andy Kirk. In den 1950ern begleitete er Eddie Lockjaw Davis, Illinois Jacquet, Oscar Pettiford (1952) und Lester Young (1953); danach war er als freischaffender Musiker u. a. mit Al Haig tätig, leitete Workshops und unterrichtete in Brooklyn. In den 1980ern war er noch in der Bigband seines Bruders Ray beschäftigt. In dieser Zeit wurde ein Film über ihn mit dem Titel Joe Albany … A Jazz Life produziert. Aufnahmen mit diesem Schlagzeuger des Swing und Modern Jazz finden sich mit Bennie Green, Roy Eldridge, Andy Kirk, mit Al Haig, Wynton Kelly und Duke Jordan.